# 国立中山大学附属国光高級中学
国立中山大学附属国光高級中学（Guoguang Laboratory School, National Sun Yat-sen University）は、台湾高雄市にある大学附属の普通型高級中等学校。完全中学として国中部を併設している。略称、中山大附属、国光中学。

## 交通アクセス
- 高雄メトロ 油廠国小駅（中山大学附中）
- 高雄市バス　219A、301A 国光高中